# Novopetrivka, Romnî
Novopetrivka (în ucraineană Новопетрівка) este un sat în comuna Anastasivka din raionul Romnî, regiunea Sumî, Ucraina.

## Demografie
Componența lingvistică a localității Novopetrivka
     Ucraineană (95,16%)
     Rusă (4,84%)
Conform recensământului din 2001, majoritatea populației localității Novopetrivka era vorbitoare de ucraineană (95,16%), existând în minoritate și vorbitori de rusă (4,84%).